# Анос (коммуна)
Ано́с (фр. Anos) — коммуна во Франции, находится в регионе Аквитания. Департамент — Атлантические Пиренеи. Входит в состав кантона Пе-де-Морлаас и дю Монтанерес. Округ коммуны — По.
Муниципалитет расположен на расстоянии около 640 км к югу от Парижа, 165 км к югу от Бордо, 13 км северо-восточнее По.
Код INSEE коммуны — 64027.

## География

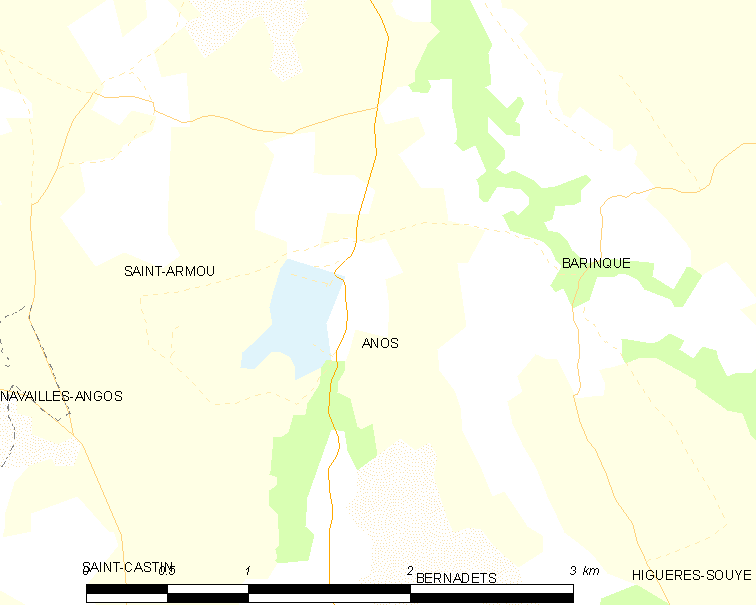
Карта коммуны

На востоке коммуны протекает река Люи-де-Франс, а на западе — река Ло (фр. Lau) и расположено озеро Анос, образованное плотиной.

### Климат
Климат тёплый океанический. Зима мягкая, средняя температура января — от +5°С до +13°С, температуры ниже −10 °C бывают редко. Снег выпадает около 15 дней в году с ноября по апрель. Максимальная температура летом порядка 20-30 °C, выше 35 °C бывает очень редко. Количество осадков высокое, порядка 1100 мм в год. Характерна безветренная погода, сильные ветры очень редки.

## Население
Население коммуны на 2010 год составляло 191 человек.
| 1962 | 1968 | 1975 | 1982 | 1990 | 1999 | 2010 |
| ---- | ---- | ---- | ---- | ---- | ---- | ---- |
| 58   | 40   | 44   | 62   | 120  | 149  | 191  |

## Администрация
| Период | Период | Фамилия        | Партия | Примечания |
| ------ | ------ | -------------- | ------ | ---------- |
| 1995   | 2008   | Жак Кантонне   |        |            |
| 2008   | 2014   | Патрик Йакже   |        |            |
| 2014   | 2020   | Кристель Декло |        |            |

## Экономика
В 2010 году среди 122 человек трудоспособного возраста (15-64 лет) 100 были экономически активными, 22 — неактивными (показатель активности — 82,0 %, в 1999 году было 79,2 %). Из 100 активных жителей работали 94 человека (47 мужчин и 47 женщин), безработных было 6 (3 мужчин и 3 женщины). Среди 22 неактивных 7 человек были учениками или студентами, 9 — пенсионерами, 6 были неактивными по другим причинам.

## Достопримечательности
- Церковь Св. Лаврентия (XI век)[4]

## Фотогалерея

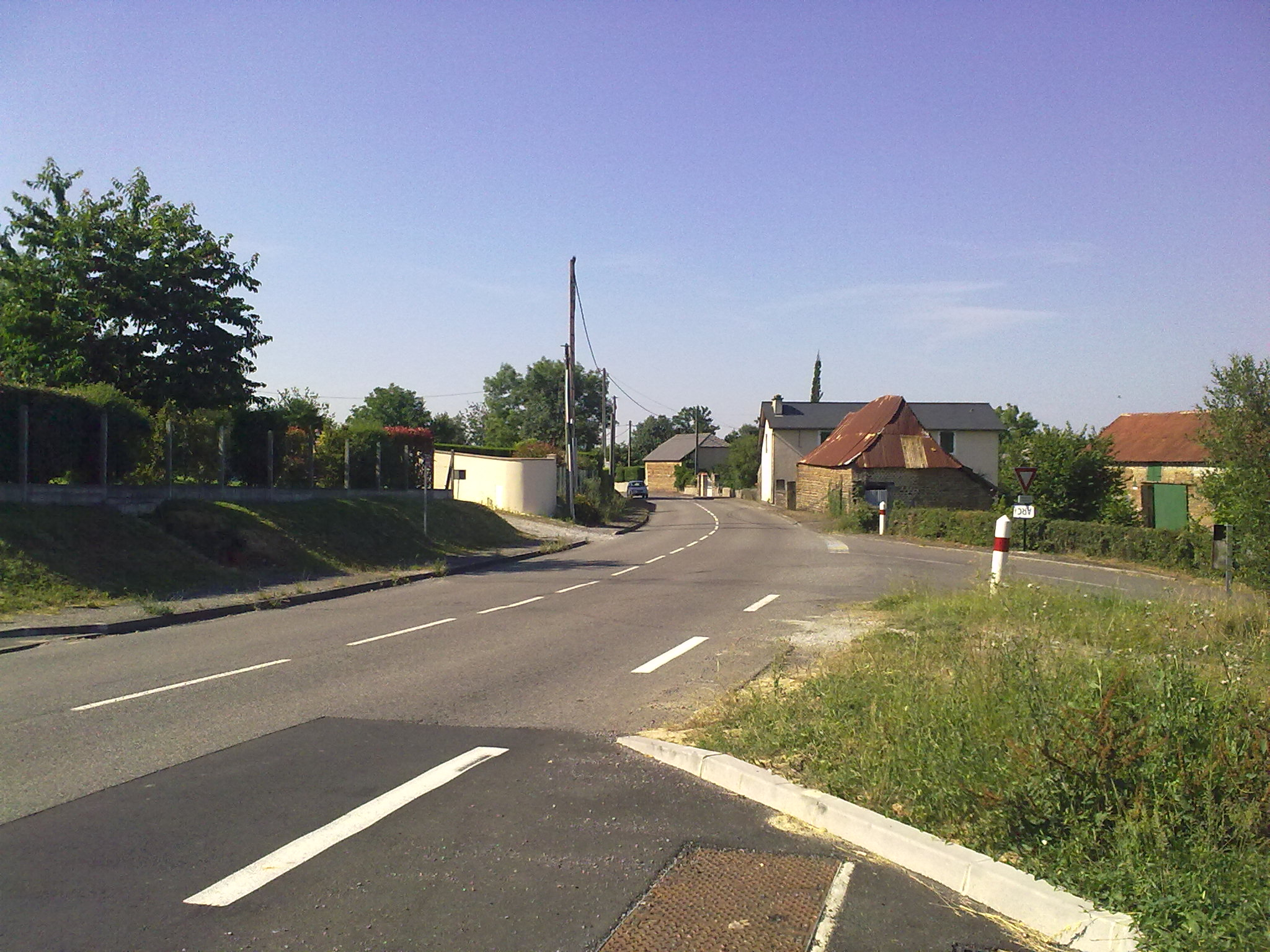
Центральная улица
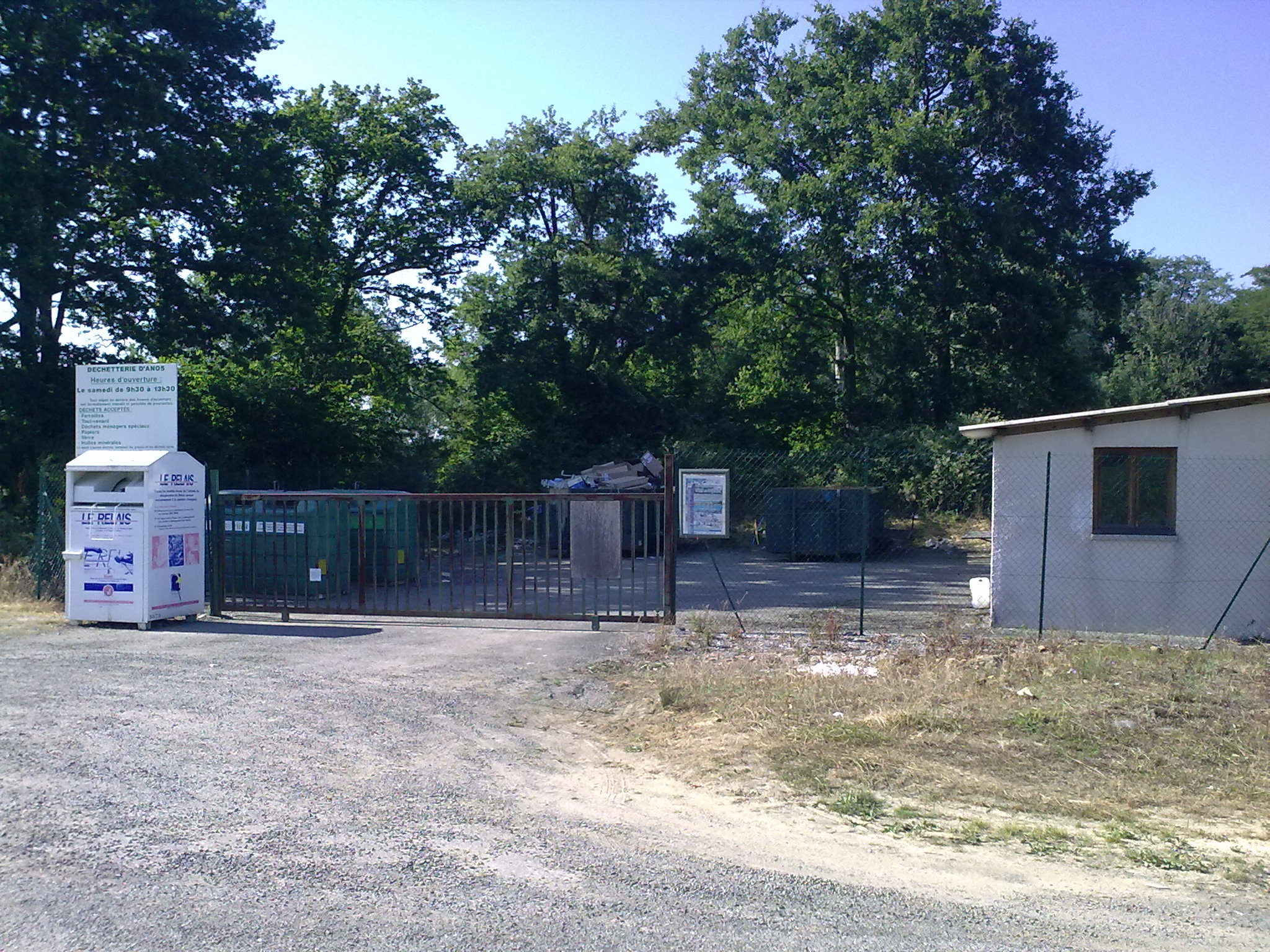
Завод по переработке мусора
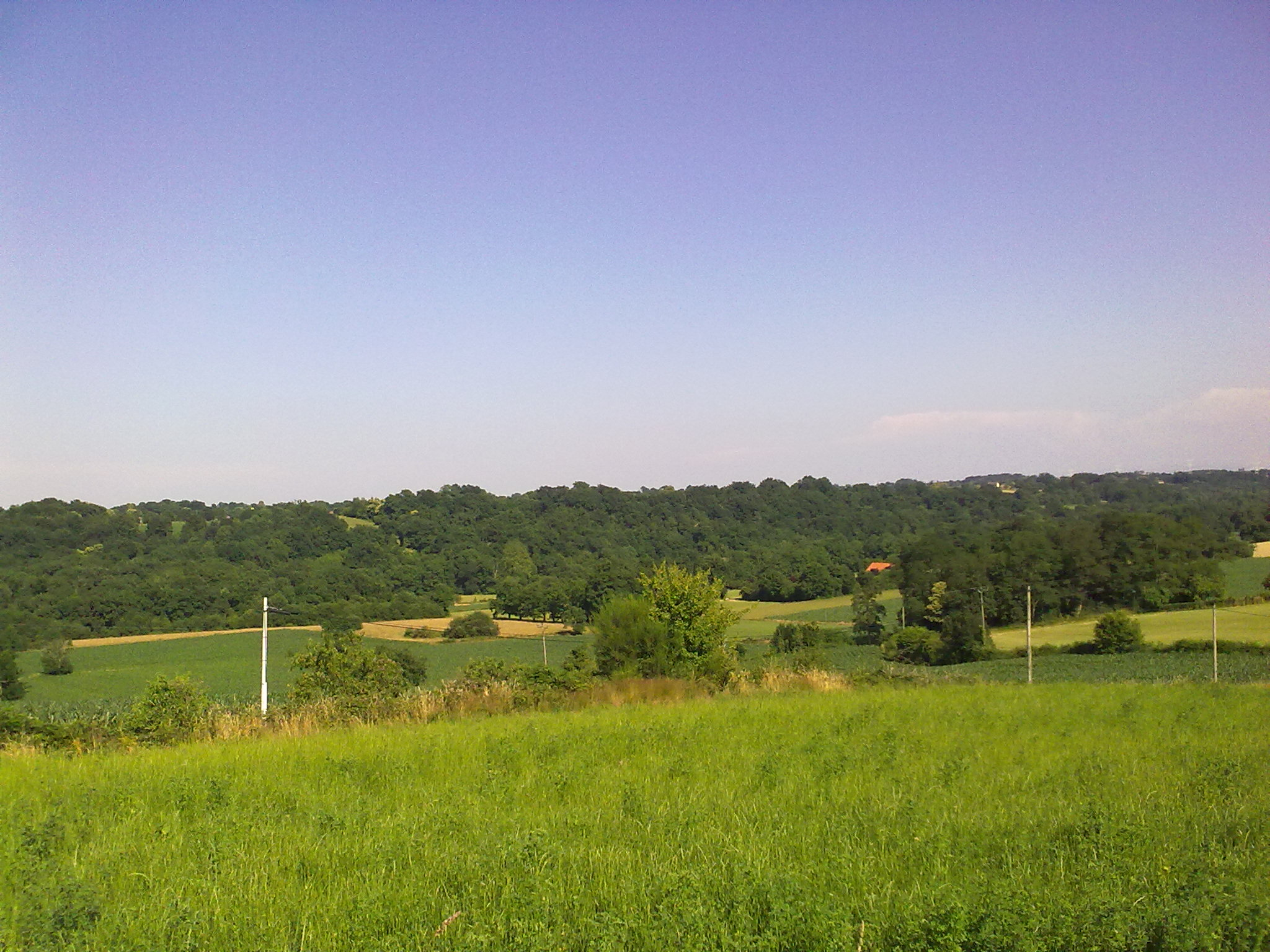